# Главлит (България)
 Тази статия е за българския цензурен орган.  За съветския вижте Главлит.  
Главлит или Главна дирекция на издателствата, полиграфическата промишленост и търговията с печатни произведения е институционализиран държавен орган в Народна република България, който осъществява след деветосептемврийския преврат цензурата в страната в областта на литературата и издателската дейност.
Той е официализиран цензурен орган в периода 1950 – 1956 (до Априлския пленум).

## История
След деветоспетемврийския преврат частните печатници и издателства са национализирани в края на 1947 г., а през 1949 г. е приет репресивният Закон за книгопечатането. С постановление 2205 на Министерския съвет и Заповед 48 от 31.VII.1950 г. се създава Главна дирекция на издателствата, полиграфическата промишленост и търговия с печатни произведения, която да упражнява общо ръководство и контрол над издателствата, полиграфията и разпространението на печатната продукция.
През октомври 1952 г. Политбюро на ЦК на БКП възлага на Енчо Стайков, Рубен Леви, Карло Луканов, Георги Михайлов и Георги Кумбилиев да изготвят списък на „вредната литература“ в България по примера на Главлит в Съветския съюз. В края на годината за началник на българската дирекция Главлит е определена Елена Гаврилова от отдел „Агитация и пропаганда“ към ЦК на БКП, завеждаща политическия кабинет на Вълко Червенков.

### Цел и задачи
Целите и задачите на учреждението са определени с помощта на заместник-началника на Главлит Виктор Катишев. С помощта на съветския другар в България се въвеждат сталински методи на терор над интелектуалния труд и се организира своеобразен погром над библиотеките и книгохранилищата към селските читалища в България. Същевременно се прекъсва и обмена на информация със страните извън съветския блок. Катишев и Гаврилова се насочват към библиотеките, където според тях има огромен масив стара литература и периодика отпреди 9 септември 1944 г., състоящ се от много „вражески“ и остарели енциклопедии и съвсем малко „прогресивна“ съветска литература.

### Метод на работа
Основна работа на „Главлит“ е изготвянето на списъци и издаването на заповеди за инкриминирането на вече издадени книги. Дирекцията започва да отпечатва т.нар. „свезки“ с вредна литература. Критериите на Главлит са: „Вредни са всички тези книги, в които се възхваляват буржоазния морал, частната собственост и се споменава Господа“. Създава се „Списък на вредната литература, подлежаща на изземване и претопяване“, който се актуализира и преиздава многократно, като книгите, попаднали в него, се предават за унищожаване. Специално внимание е отделено на прочистването от „вредна литература“ на църковните и манастирските библиотеки. За целта на място се създават комисии в състав:
- партиен секретар
- председател на Общинския съвет
- учител по литература
- председател на ОФ
- секретар или библиотекар на местното читалище.

Всички забранени книги отиват за претопяване под строг контрол. По един екземпляр остава само в т.нар. специални фондове на Народната и окръжните библиотеки, книгохранилищата на БАН и на висшите училища, на Народното събрание, Министерския съвет и някои министерства.

### Тематично съдържание
Първият списък с „вредна литература“ на Главлит е от 1952 г. Има още две части, съответно от 1955 и 1957 г. Първото книжно тяло съдържа 130 страници, а другите две, взети заедно – 70. Т.нар. „вредна литература“ е „квалифицирана“ като фашистка, упадъчна, религиозна, опортюнистическа, реакционна, грубо реакционна и малоценна и е с тематика, посветена на:
- монарха и монархията в Царство България
- положението в Съветска Русия и Съветския съюз
- църквата и нейните служители
- право и правни науки
- философия и политически учения
- Македония и българско националноосвободително движение
- литературознание и хуманитаристика
- книги от/за правителства и министри до 9 септември 1944 г.;

## Цензорска дейност след Главлит
Въпреки че Главлит официално прекратява дейността си след Априлския пленум от 1956 г., години наред по-късно никой не отменя издадените списъци с „вредна литература“. Неофициално дейността в тази насока продължава, като дори се добавят или съставят нови списъци с вредна литература. В писмо № IV – 3449 от 25.VI.1960 г. на Министерството на просветата и културата се казва: 
| „ | Приложено изпращаме към настоящето списък на политически вредна литература. Необходимо е да се вземат бързи мерки за основно прочистване на библиотеките в окръга от книги с политически вредно съдържание, като се имат предвид издадените досега I и II свитък и настоящия списък | “ |

В резултат от дейността на Главлит са нанесени сериозни поражения на книжния фонд в българските библиотеки и книгохранилища за отминалите години до 60-те на 20 век.